# Acanthermia orthogonia
Acanthermia orthogonia là một loài bướm đêm trong họ Noctuidae.